# Хидайет Ханкич
Хидайет Ханкич (на немски: Hidajet Hankić) е австрийски футболист, който играе на поста вратар. Състезател на Ботев (Пловдив).

## Кариера
Ханкич прави своя дебют в Първа чешка лига за Млада Болеслав на 25 май 2014 г. в мач срещу Спарта Прага.
На 2 юли 2019 г. Хидайет подписва договор с клуба от Румънската лига I Ботошани.
На 19 юли 2021 г. австриецът е обявен за ново попълнение на Ботев (Пловдив). Дебютира на 18 февруари 2022 г. при победата с 0:2 като гост на Арда.